# Raillardella scaposa
Raillardela scaposa es una especie de planta de la familia Asteraceae. Es natural de Sierra Nevada de California y el suroeste de Nevada y Oregón, donde crece en varios hábitats. Sus hojas, de unos 16 centímetros de largo, tienen forma de lanza. Produce un fruto alargado y plano de unos 2 centímetros de longitud.